# Liparis quadribullata
Liparis quadribullata är en orkidéart som beskrevs av Rudolf Schlechter. Liparis quadribullata ingår i släktet gulyxnen, och familjen orkidéer.
Artens utbredningsområde är Sulawesi. Inga underarter finns listade i Catalogue of Life.